# Rappenau (Obernzenn)
Rappenau (fränkisch: Rabemahb) ist ein Gemeindeteil des Marktes Obernzenn im Landkreis Neustadt an der Aisch-Bad Windsheim (Mittelfranken, Bayern). Rappenau liegt in der Gemarkung Oberaltenbernheim.

## Geografie
Das Dorf liegt am Seebach, einen linken Zufluss der Zenn. 0,5 km nordwestlich des Ortes liegt das Waldgebiet Tellern, 0,75 km nördlich der Birkenschlag, 0,75 km nordöstlich das Flurgebiet Rumser, 1 km östlich befindet sich das Horn (444 m ü. NHN). Eine Gemeindeverbindungsstraße führt nach Breitenau zur Staatsstraße 2253 (1,7 km westlich) bzw. an der Veitsmühle vorbei nach Oberaltenbernheim zur Staatsstraße 2413 (1,7 km südöstlich). Eine weitere Gemeindeverbindungsstraße verläuft nach Limbach (2,5 km nordöstlich).

## Geschichte
Der Ort wurde 1260 als „Rappenau“ erstmals urkundlich erwähnt, als Burggraf Konrad I. dem Deutschen Orden die Kirche in Obernzenn und das Dorf Rappenau schenkte. Während des Dreißigjährigen Krieges blieb der Ort weitestgehend verschont. Das Bestimmungswort des Ortsnamens ist der Personenname Rappo.
Gegen Ende des 18. Jahrhunderts gab es in Rappenau 18 Anwesen (7 Halbhöfe, 8 Viertelhöfe, 1 Sölde, 1 Lehen, Gemeindehirtenhaus). Das Hochgericht übte das Obervogteiamt Virnsberg aus. Die Dorf- und Gemeindeherrschaft sowie die Grundherrschaft über alle Anwesen hatte die Deutschordenskommende Virnsberg.
Im Rahmen des Gemeindeedikts wurde Rappenau dem 1808 gebildeten Steuerdistrikt Oberaltenbernheim und der 1811 gebildeten Ruralgemeinde Oberaltenbernheim zugeordnet. Am 1. Januar 1972 wurde Rappenau im Zuge der Gebietsreform in Bayern nach Obernzenn umgegliedert.

## Einwohnerentwicklung
| Jahr      | 001818 | 001840 | 001861 | 001871 | 001885 | 001900 | 001925 | 001950 | 001961 | 001970 | 001987 |
| Einwohner | 91     |        | 109    | 105    | 123    | 100    | 94     | 90     | 83     | 90     | 89     |
| Häuser    | 19     |        |        |        | 19     | 18     | 18     | 19     | 20     |        | 19     |
| Quelle    | [ 13 ] | [ 14 ] | [ 15 ] | [ 16 ] | [ 17 ] | [ 18 ] | [ 19 ] | [ 20 ] | [ 21 ] | [ 22 ] | [ 1 ]  |

## Religion
Der Ort ist seit der Reformation evangelisch-lutherisch geprägt und bis heute nach St. Gertrud (Obernzenn) gepfarrt. Die Einwohner römisch-katholischer Konfession sind nach Mariä Himmelfahrt (Sondernohe) gepfarrt.